# Filip Videnov
Filip Alexandrov Videnov (en bulgare : Филип Aлеxандров Виденов), né le 12 juin 1980 à Sofia, en Bulgarie, est un ex joueur bulgare de basket-ball, évoluant au poste d'arrière.

## Palmarès
- Championnat de Bulgarie :
  - Champion : 2016 et 2017.

- Semaine des AS :
  - Vainqueur : 2005.